# Crachá Dourado do Partido Nazi
O Crachá Dourado do Partido Nazi (em alemão:  Goldenes Parteiabzeichen, oficialmente Goldenes Ehrenzeichen der NSDAP; Medalha Dourada do Partido Nacional Socialista dos Trabalhadores Alemães) foi um distintivo especial do Partido Nazi. Os primeiros 100 000 membros que tinham entrado para o partido e que tinham realizado serviço ininterrupto no partido eram potenciais recebedores do crachá (estes indicadores podiam ser verificados pelo número de membro gravado no reverso). Outros crachás idênticos, com as iniciais 'A.H.' gravadas no reverso, eram entregues pessoalmente por Adolf Hitler a certos membros do partido com tratamento especial. Um outro distintivo era entregue todos os anos no dia 30 de janeiro a pessoas que tinham prestado serviços de destaque ao Partido Nazi ou ao Estado. Apenas 20 487 homens e 1795 mulheres receberam o crachá (sem contar com os entregues por Hitler).
O crachá era o distintivo mais básico do Partido Nazi com o acrescento de uma coroa dourada. Era entregue em dois tamanhos: 30,5 mm para ser usado com os uniformes e 24 mm para outros usos. O crachá de Adolf Hitler tinha o número '1'. Entregou-o a Magda Goebbels no final de abril de 1945 e nomeou-a "Primeira Mãe do Reich". Este distintivo foi roubado de uma exposição na Rússia em 2005.